# مرسه‌قلی
مرسه‌قلی (به لاتین: Mürsəqulu) یک منطقه مسکونی در جمهوری آذربایجان است که در شهرستان نفت‌چاله واقع شده است.